# Priosjornoje (Kaliningrad, Gussew)
Priosjornoje (russisch Приозёрное, deutsch Gerwischkehmen, 1938 bis 1945 Gerwen, litauisch Gerviškėnai) ist ein Ort in der russischen Oblast Kaliningrad. Er gehört zur kommunalen Selbstverwaltungseinheit Stadtkreis Gussew im Rajon Gussew.

## Geographische Lage
Priosjornoje liegt am Nordufer der Pissa, neun Kilometer nordwestlich der Stadt Gussew (Gumbinnen). Durch den Ort verläuft die Kommunalstraße 27K-181 von Furmanowo (Stannaitschen/Zweilinden) nach Krasnopolje (Pötschkehmen/Pötschwalde) und weiter bis nach Tschernjachowsk (Insterburg). Innerorts endet die Kommunalstraße 27K-153 von Otschakowo (Groß Kannapinnen/Steinsruh) an der Regionalstraße 27A-033 (ex A198) über Pokrowskoje (Bibehlen/Falkenhausen) und Michailowo (Eszerningken/Neupassau). Die nächste Bahnstation ist Gussew an der Bahnstrecke Kaliningrad–Tschernyschewskoje, einem Teilstück der einstigen Preußischen Ostbahn, zur Weiterfahrt nach Moskau.

## Geschichte
Gerwischkehmen, dessen Gründungsjahr vor 1540 liegt, war seit 1730 ein Kirchdorf und verfügte über ein Gut, das sich auf der anderen Seite der Pissa befand. Am 18. März 1874 wurde der Ort Amtsdorf und damit namensgebend für einen Amtsbezirk. Er bestand –1939 in „Amtsbezirk Gerwen“ umbenannt – bis 1945 und gehörte zum Kreis Gumbinnen im Regierungsbezirk Gumbinnen der preußischen Provinz Ostpreußen.
Im Jahre 1910 waren in Gerwischkehmen 523 Einwohner registriert, von denen 469 in der Landgemeinde und 54 im Gutsbezirk lebten. Ihre Zahl stieg bis 1933 auf 579 und belief sich 1939 noch auf 573.
Am 3. Juni, amtlich bestätigt am 16. Juli 1938, wurde Gerwischkehmen in „Gerwen“ umbenannt. 1945 kam das Dorf in Kriegsfolge mit dem gesamten nördlichen Ostpreußen zur Sowjetunion.
1947 erhielt das Dorf die russische Bezeichnung Priosjornoje und wurde gleichzeitig dem Dorfsowjet Krasnopolski selski Sowet im Rajon Gussew zugeordnet. Das Gut erhielt 1950 die russische Bezeichnung Retschnoje und wurde dem Dorfsowjet Furmanowski selski Sowet zugeordnet. In der Verwaltungsübersicht von 1975 wurde dieser Ort aber nicht mehr aufgeführt. Der Ort Priosjornoje gelangte 1954 in den Pokrowski selski Sowet. Seit vor 1968 bis vor 1975 war Priosjornoje selber Verwaltungssitz dieses Dorfsowjets. Von 2008 bis 2013 gehörte Priosjornoje zur Landgemeinde Michailowskoje selskoje posselenije und seither zum Stadtkreis Gussew.

### Amtsbezirk Gerwischkehmen/Gerwen (1874–1945)
Der Amtsbezirk Gerwischkehmen bzw. Amtsbezirk Gerwen bestand anfangs aus zwölf, am Ende nur noch aus elf eingegliederten Orte:
| Name                                | Änderungsname 1938 bis 1946 | Russischer Name               | Bemerkungen                                          |
| ----------------------------------- | --------------------------- | ----------------------------- | ---------------------------------------------------- |
| Bibehlen                            | Falkenhausen                | Pokrowskoje                   |                                                      |
| Eszerningken 1936–38: Escherningken | Neupassau                   | Michailowo                    |                                                      |
| Freudenhoch                         |                             |                               |                                                      |
| Gerwischkehmen, Dorf                | Gerwen                      | Priosjornoje                  |                                                      |
| Gerwischkehmen, Gut                 |                             |                               | 1913 in die Landgemeinde Gerwischkehmen eingemeindet |
| Groß Berschkurren                   | Großpreußenwald             | Schachowskoje                 |                                                      |
| Klein Berschkurren                  | Kleinpreußenwald            | Bojewoje                      |                                                      |
| Pötschkehmen, Dorf                  | ab 1934: Pötschwalde        | Krasnopolje                   |                                                      |
| Pötschkehmen, Gut                   |                             |                               | 1920 in die Landgemeinde Wilhelmsberg umgewandelt    |
| Sampowen                            | Sampau                      |                               |                                                      |
| Schmulkehlen                        | Neuenburg (Ostpr.)          |                               |                                                      |
| Wallehlischken                      | Hagelsberg                  | Iwaschewka, jetzt: Michailowo |                                                      |

Am 1. Januar 1945 bildeten den Amtsbezirk Gerwen die Dörfer: Falkenhausen, Freudenhoch, Gerwen, Großpreußenwald, Hagelsberg, Kleinpreußenwald, Neuenburg, Neupassau, Pötschwalde, Sampau und Wilhelmsberg.

## Kirche

### Kirchengebäude
Eine erste Kirche gab es in Gerwischkehmen bereits im Jahre 1730 als achteckiger hölzerner Zentralbau mit einem kleinen Turm in der Dachmitte. Diese Kirche wurde baufällig und musste abgerissen werden. An ihre Stelle trat ein neues 1803 bis 1805 errichtetes Gebäude: ein verputzter Ziegelbau ohne Turm. Das Gotteshaus wurde im Zweiten Weltkrieg beschädigt. In den Folgejahren nahm man bauliche Veränderungen vor, um das Gebäude als Düngerlager nutzen zu können. Seit 1995 steht die ehemalige Kirche leer. Eine gottesdienstliche Nutzung ist derzeit ausgeschlossen.

### Kirchengemeinde
Die evangelische Kirchengemeinde Gerwischkehmen wurde im Jahre 1730 gegründet und ab 1746 mit einer eigenen Pfarrstelle versehen. Im Jahre 1925 zählte sie 2.800 Gemeindeglieder, die in 14  Kirchspielorten lebten. Bis 1945 war die Kirche Gerwischkehmen Teil des Kirchenkreises Gumbinnen in der Kirchenprovinz Ostpreußen der Kirche der Altpreußischen Union.
Aufgrund von Flucht und Vertreibung der einheimischen Bevölkerung und nachfolgender restriktiver Kirchenpolitik der Sowjetunion brach das kirchliche Leben ein. Heute liegt Priosjornoje im Einzugsbereich der neu entstandenen evangelisch-lutherischen Gemeinde der Salzburger Kirche in Gussew (Gumbinnen). Sie gehört zur Propstei Kaliningrad (Königsberg) der Evangelisch-lutherischen Kirche Europäisches Russland.